# Benjamín Hill (Sonora)
Benjamín Hill es un pueblo mexicano ubicado en el centro del estado de Sonora, en la región del desierto de Sonora. El pueblo es la cabecera municipal y la localidad más habitada del homónimo municipio de Benjamín Hill. Según datos del Instituto Nacional de Estadística y Geografía (INEGI), realizado en 2020 Benjamín Hill contaba con 4837 habitantes.
Fue fundado en el año de 1942 como una estación de ferrocarril para formar un punto de convergencia de las vías del ferrocarril Sudpacífico y el ferrocarril Sonora-Baja California. Su nombre fue en honor al militar sinaloense Benjamín G. Hill, quien gobernó el estado de Sonora provisionalmente en 1915.
Se encuentra a 131 km al norte de Hermosillo, la capital estatal; a 155 km al sur de la ciudad fronteriza de Heroica Nogales en la frontera con Estados Unidos; a 334 km al suroeste de la ciudad portuaria de Puerto Peñasco y a 428 km al noroeste de Ciudad Obregón, la segunda ciudad más importante del estado. La empresa ferrocarrilera que le dio vida ahora sólo es una instalación en ruinas, por lo que esta población no cuenta con actividad productiva de ninguna especie. Su mano de obra se emplea en los municipios vecinos de Santa Ana y Magdalena de Kino.
En la actualidad el municipio se encuentra en crisis económica debido a la falta de empleo y fuentes de ingreso y registra un alto índice de migración a otros municipios. La economía local está basada en las pensiones de los jubilados y en empleos informales o temporales.

## Historia

### Fundación
En el año de 1939, con el avance de la construcción de vías de ferrocarril en el estado, fue necesario instalar una estación en este lugar, donde se encontraba un rancho llamado San Fernando. En 1942 el asentamiento escogido se convertiría en un importante punto de convergencia entre dos vías, el Ferrocarril Sudpacífico y el Sonora-Baja California. El ferrocarril fue totalmente terminado e inaugurado en el año de 1948.

### Creación de su municipio
El lugar se comenzó a considerar una extensión de la Delegación de Policía del municipio de Santa Ana, y el 30 de junio de 1947 se le elevó a la categoría de Comisaría municipal bajo la ley n.º 49.
Después, el 15 de abril del año 1952, el Boletín Oficial del Estado publicaba la Ley n.º 32 que establecía la creación del nuevo municipio de Benjamín Hill, nombrado así en honor al militar sinaloense Benjamín Hill, quien gobernó el estado de Sonora provisionalmente en 1915.

## Geografía
Véase también: Geografía del municipio de Benjamín Hill.
El pueblo se encuentra localizado en la zona centro del estado de Sonora, en el noroeste de México, en la región del Desierto de Sonora, sobre las coordenadas geográficas 30°10'09" de latitud norte y 111°06'51" de longitud oeste del meridiano de Greenwich, a una elevación media de 716 metros sobre el nivel del mar. Se sitúa en el territorio centro de municipio, el cual colinda al norte con el municipio de Santa Ana, al este y sur con el de Opodepe, al suroeste con el de Carbó y al este con el de Trincheras.
Se ubica totalmente sobre la provincia fisiográfica de la Llanura Sonorense, en la subprovincia Sierras y Llanuras Sonorenses. Generalmente el territorio que lo rodea es de relieve plano, con pequeñas estribaciones de la Sierra Madre Occidental, que se encuentran en el noroeste, con dos elevaciones importantes: el Cerro Caracahui de 1100 m s. n. m. y el Cerro Los Puertos de 1000 m s. n. m., y otras zonas en el centro-oeste con el Cerro El Picacho de 900 m s. n. m. y al suroeste con una altitud máxima presentada de 1100 m s. n. m.
Pertenece a la región hidrológica Sonora Norte, y a la cuenca hidrológica del Río Concepción en su mayoría.  Por su extensión territorial existen corrientes de agua pequeñas como los arroyos El Álamo, El Aguaje, El Bori, El Carrizo, El Pinito, El Potrerillo, El Purgatorio, La Capa, La Primavera, Las Bebelamas, Las Clementinas, Las Trancas, Los Otates, Los Pocitos y Los Tepeguajes, por las fluye agua sólo en temporadas de lluvias.

### Clima
El clima de Benjamín Hill es seco-cálido, con una temperatura media mensual máxima de 31.6 °C y con una temperatura media mínima mensual de 13.8 °C. La temperatura media anual de 22.5 °C.  El periodo de lluvias se presenta en verano en los meses de julio y agosto, contándose con una precipitación media anual de 194 milímetros con heladas ocasionales de noviembre a marzo.
| Parámetros climáticos promedio de Benjamin Hill, Sonora (1951-2010)              | Parámetros climáticos promedio de Benjamin Hill, Sonora (1951-2010) | Parámetros climáticos promedio de Benjamin Hill, Sonora (1951-2010) | Parámetros climáticos promedio de Benjamin Hill, Sonora (1951-2010) | Parámetros climáticos promedio de Benjamin Hill, Sonora (1951-2010) | Parámetros climáticos promedio de Benjamin Hill, Sonora (1951-2010) | Parámetros climáticos promedio de Benjamin Hill, Sonora (1951-2010) | Parámetros climáticos promedio de Benjamin Hill, Sonora (1951-2010) | Parámetros climáticos promedio de Benjamin Hill, Sonora (1951-2010) | Parámetros climáticos promedio de Benjamin Hill, Sonora (1951-2010) | Parámetros climáticos promedio de Benjamin Hill, Sonora (1951-2010) | Parámetros climáticos promedio de Benjamin Hill, Sonora (1951-2010) | Parámetros climáticos promedio de Benjamin Hill, Sonora (1951-2010) | Parámetros climáticos promedio de Benjamin Hill, Sonora (1951-2010) |
| Mes                                                                              | Ene.                                                                | Feb.                                                                | Mar.                                                                | Abr.                                                                | May.                                                                | Jun.                                                                | Jul.                                                                | Ago.                                                                | Sep.                                                                | Oct.                                                                | Nov.                                                                | Dic.                                                                | Anual                                                               |
| -------------------------------------------------------------------------------- | ------------------------------------------------------------------- | ------------------------------------------------------------------- | ------------------------------------------------------------------- | ------------------------------------------------------------------- | ------------------------------------------------------------------- | ------------------------------------------------------------------- | ------------------------------------------------------------------- | ------------------------------------------------------------------- | ------------------------------------------------------------------- | ------------------------------------------------------------------- | ------------------------------------------------------------------- | ------------------------------------------------------------------- | ------------------------------------------------------------------- |
| Temp. máx. abs. (°C)                                                             | 36.0                                                                | 39.0                                                                | 39.0                                                                | 41.0                                                                | 46.0                                                                | 48.0                                                                | 49.0                                                                | 48.0                                                                | 48.0                                                                | 42.0                                                                | 39.0                                                                | 36.0                                                                | 49.0                                                                |
| Temp. máx. media (°C)                                                            | 22.1                                                                | 24.4                                                                | 27.6                                                                | 30.9                                                                | 35.8                                                                | 39.1                                                                | 38.7                                                                | 37.5                                                                | 37.0                                                                | 33.0                                                                | 28.0                                                                | 21.8                                                                | 31.3                                                                |
| Temp. media (°C)                                                                 | 14.3                                                                | 16.1                                                                | 18.1                                                                | 21.5                                                                | 25.5                                                                | 29.0                                                                | 29.9                                                                | 29.3                                                                | 28.2                                                                | 24.3                                                                | 18.7                                                                | 14.0                                                                | 22.4                                                                |
| Temp. mín. media (°C)                                                            | 6.4                                                                 | 7.9                                                                 | 8.6                                                                 | 12.2                                                                | 15.2                                                                | 18.9                                                                | 21.1                                                                | 21.2                                                                | 19.5                                                                | 15.6                                                                | 9.4                                                                 | 6.2                                                                 | 13.5                                                                |
| Temp. mín. abs. (°C)                                                             | -10.0                                                               | -9.0                                                                | -1.0                                                                | 2.0                                                                 | 3.0                                                                 | 5.0                                                                 | 11.0                                                                | 10.0                                                                | 8.0                                                                 | 2.0                                                                 | -8.0                                                                | -10.0                                                               | -10.0                                                               |
| Precipitación total (mm)                                                         | 15.7                                                                | 18.6                                                                | 9.6                                                                 | 2.4                                                                 | 1.1                                                                 | 10.1                                                                | 80.8                                                                | 83.6                                                                | 35.6                                                                | 17.9                                                                | 15.5                                                                | 16.1                                                                | 307.0                                                               |
| Días de precipitaciones (≥ 0.1 mm)                                               | 2.2                                                                 | 2.0                                                                 | 1.0                                                                 | 0.2                                                                 | 0.1                                                                 | 0.8                                                                 | 6.5                                                                 | 5.7                                                                 | 2.7                                                                 | 1.4                                                                 | 1.2                                                                 | 1.6                                                                 | 25.4                                                                |
| Fuente: Servicio Meteorológico Nacional. Actualizado el 14 de diciembre de 2016. |                                                                     |                                                                     |                                                                     |                                                                     |                                                                     |                                                                     |                                                                     |                                                                     |                                                                     |                                                                     |                                                                     |                                                                     |                                                                     |

## Demografía
De acuerdo a los datos del Censo de Población y Vivienda realizado en 2020 realizado por el Instituto Nacional de Estadística y Geografía (INEGI), el pueblo tiene un total de 4837 habitantes, de los cuales 2400 son hombres y 2437 son mujeres. En 2020 había 1991 viviendas, pero de estas 1480 viviendas estaban habitadas, de las cuales 501 estaban bajo el cargo de una mujer. Del total de los habitantes, 3 personas mayores de 3 años (0.06 % del total) habla alguna lengua indígena; mientras que 14 habitantes (0.29 %) se consideran afromexicanos o afrodescendientes.
El 80.77 % de sus pobladores pertenece a la religión católica, el 11.08 % es cristiano evangélico/protestante o de alguna variante, mientras que el 7.79 % no profesa ninguna religión.

### Educación y salud
Según el Censo de Población y Vivienda de 2020; 22 niños de entre 6 y 11 años (0.45 % del total), 20 adolescentes de entre 12 y 14 años (0.41 %), 195 adolescentes de entre 15 y 17 años (4.03 %) y 137 jóvenes de entre 18 y 24 años (2.83 %) no asisten a ninguna institución educativa. 90 habitantes de 15 años o más (1.86 %) son analfabetas, 116 habitantes de 15 años o más (2.4 %) no tienen ningún grado de escolaridad, 280 personas de 15 años o más (5.79 %) lograron estudiar la primaria pero no la culminaron, 123 personas de 15 años o más (2.54 %) iniciaron la secundaria sin terminarla, teniendo el pueblo un grado de escolaridad de 9.17.
La cantidad de población que no está afiliada a un servicio de salud es de 690 personas, es decir, el 14.27 % del total, de lo contrario el 85.42 % sí cuenta con un seguro médico ya sea público o privado. Con datos del mismo censo, 354 personas (7.32 %) tienen alguna discapacidad o límite motriz para realizar sus actividades diarias, mientras que 80 habitantes (1.65 %) poseen algún problema o condición mental.

### Instituciones educativas
En el 2010, el pueblo contaba con 10 centros educativos registrados:
- Educación inicial:

1. "Dulces Sueños, A.C.", de carácter privado/público.[12]

- Educación especial:

1. "María del Carmen Monteverde", público y federal.[13]

- Jardín de niños:

1. "Ari", de carácter público y administrado por el gobierno federal;[14]
2. "Benjamín G. Hill", público y federal;[15]
3. "Porvenir", público y federal.[16]

- Primarias:

1. "Club de Leones", pública y administrada por el gobierno estatal;[17]
2. "Miguel Hidalgo y Costilla", pública y estatal;[18]
3. "Sonora-Baja California", pública y estatal.[19]

- Secundaria:

1. "Profesor Gilberto Pacheco Castillo", pública y estatal.[20]

- Preparatoria:

1. "Colegio de Estudios Científicos y Tecnológicos del Estado de Sonora" (Unidad Benjamín Hill), bachillerato técnico, público y descentralizado del gobierno del estado.[21]

### Población histórica
Evolución de la cantidad de habitantes desde el evento censal del año 1950:
| Año           | 1950  | 1960  | 1970  | 1980  | 1990  | 1995  | 2000  | 2005  | 2010  | 2020  |
| Población     | 2,019 | 4,392 | 5,366 | 5,701 | 5,561 | 5,707 | 5,407 | 5,059 | 5,071 | 4,837 |
| Fuente: INEGI |       |       |       |       |       |       |       |       |       |       |

## Gobierno
Véase también: Gobierno del municipio de Benjamín Hill.
Benjamín Hill es una de las 32 localidades que conforman el municipio de Benjamín Hill, y por ser la cabecera, es la sede del gobierno municipal, cuyo ayuntamiento está integrado por un presidente municipal, un síndico, 4 regidores de mayoría relativa y 2 de representación proporcional, elegidos para un periodo de tres años que no puede ser reelecto para el siguiente periodo, pero sí de forma no consecutiva.

### Representación legislativa
Para la elección de diputados locales al Congreso del Estado de Sonora y de diputados federales a la Cámara de Diputados de México se encuentra integrado en los siguientes distritos electorales:
- Local:
  - XVIII Distrito Electoral del Congreso del Estado de Sonora con cabecera en Santa Ana.[24]

- Federal:
  - I Distrito Electoral Federal de Sonora de la Cámara de Diputados de México, con cabecera en San Luis Río Colorado.[25]

## Cultura

### Edificios arquitectónicos
- El templo de Nuestra Señora de Fátima, construido en 1949.[26]

### Fiestas y celebraciones
- 20-22 de febrero: Festival Cultura para el Desierto;
- 5-13 de mayo: Celebración de la virgen de Fátima y la fundación del pueblo;
- 7 de noviembre: Día del Ferrocarrilero.[27]